# Jod
De jod, jot, joed of joet, is de tiende letter uit het Hebreeuws alfabet. De letter wordt uitgesproken als de letter j, zoals in de Hebreeuwse naam Jeruzalem: ירושלים. Ook de naam Israël begint in het Hebreeuws met de letter jod: ישראל (het Hebreeuws wordt van rechts naar links geschreven). De letter kan als leesmoeder worden gebruikt voor de klinkers een e, ē of i.
In het Nederlands wordt de letter ook wel jota genoemd. Dit leeft nog in uitdrukkingen als "geen tittel of jota mag veranderd worden" en "ik begrijp er geen jota" van. In beide uitdrukkingen herinnert men eraan dat de jod een klein letterteken is.
De letter J heet in het Duits Jot en in het Spaans jota. Beide woorden komen van jod.

Van rechts naar links "JSHR'L" of Israël

De letters van het Hebreeuws alfabet worden ook gebruikt als cijfers. De letter jod is de Hebreeuwse tien. 
Het Jiddisch is een West-Germaanse taal die deels is afgeleid van het Hebreeuws. Via het Jiddisch zijn er verscheidene neologismen van Hebreeuwse herkomst in het Nederlandse spraakgebruik terechtgekomen, met name in Amsterdam. Een bekend voorbeeld is de term joetje die werd gebruikt voor een bankbiljet van tien gulden, welk woord is afgeleid van de joed, het Hebreeuwse cijfer tien.